# 白いサテンのドレスをまとう女
『白いサテンのドレスをまとう女』（しろいサテンのドレスをまとうおんな、独: Eine Dame in weißem Atlas vor dem Bett mit roten Vorhängen、英: A lady in White Satin in front of the Bed with Red Curtains）は、17世紀オランダ黄金時代の画家ヘラルト・テル・ボルフが1654年ごろにオーク板上に油彩で制作した絵画である。1754年以前にザクセン選帝侯フリードリヒ・アウグスト2世のために購入され、現在、ドレスデンのアルテ・マイスター絵画館に所蔵されている。

## 作品

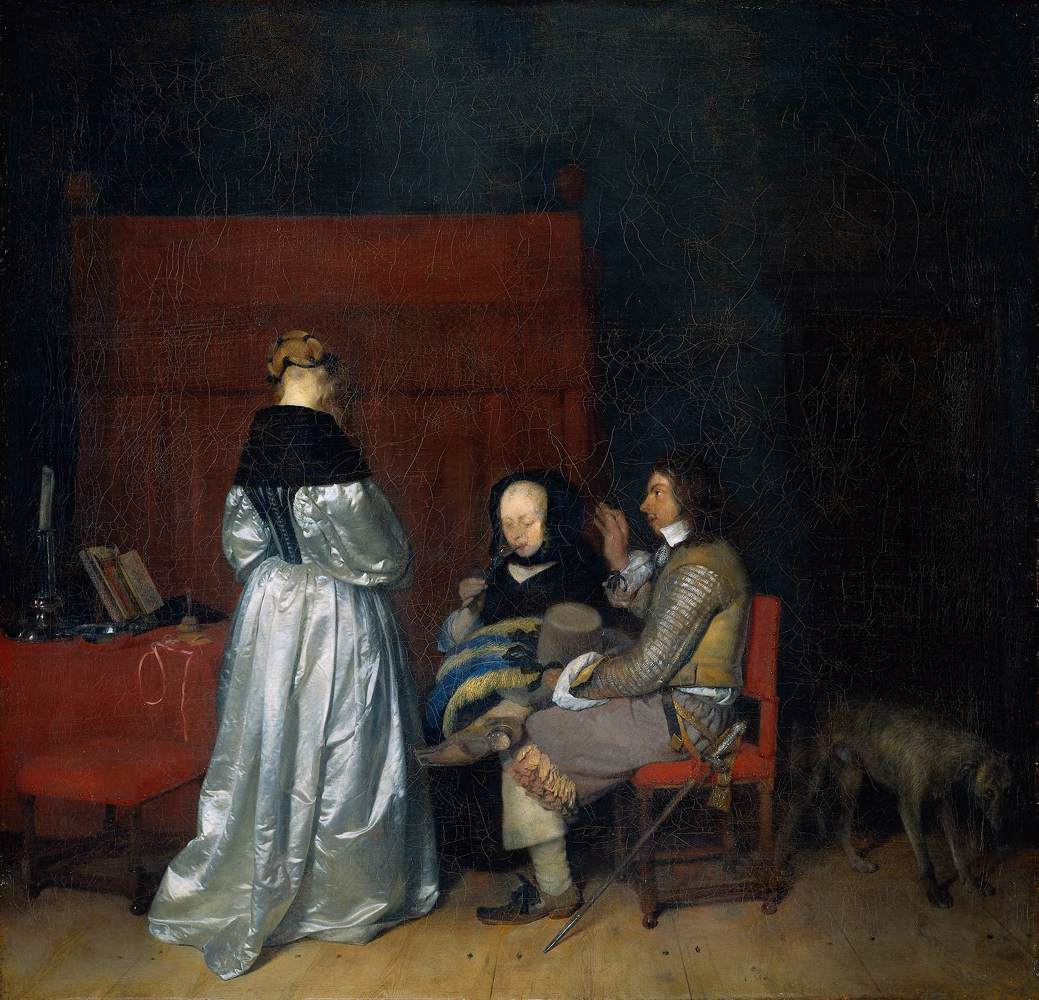
テル・ボルフ『意味ありげな会話』 (1654年ごろ)、アムステルダム国立美術館

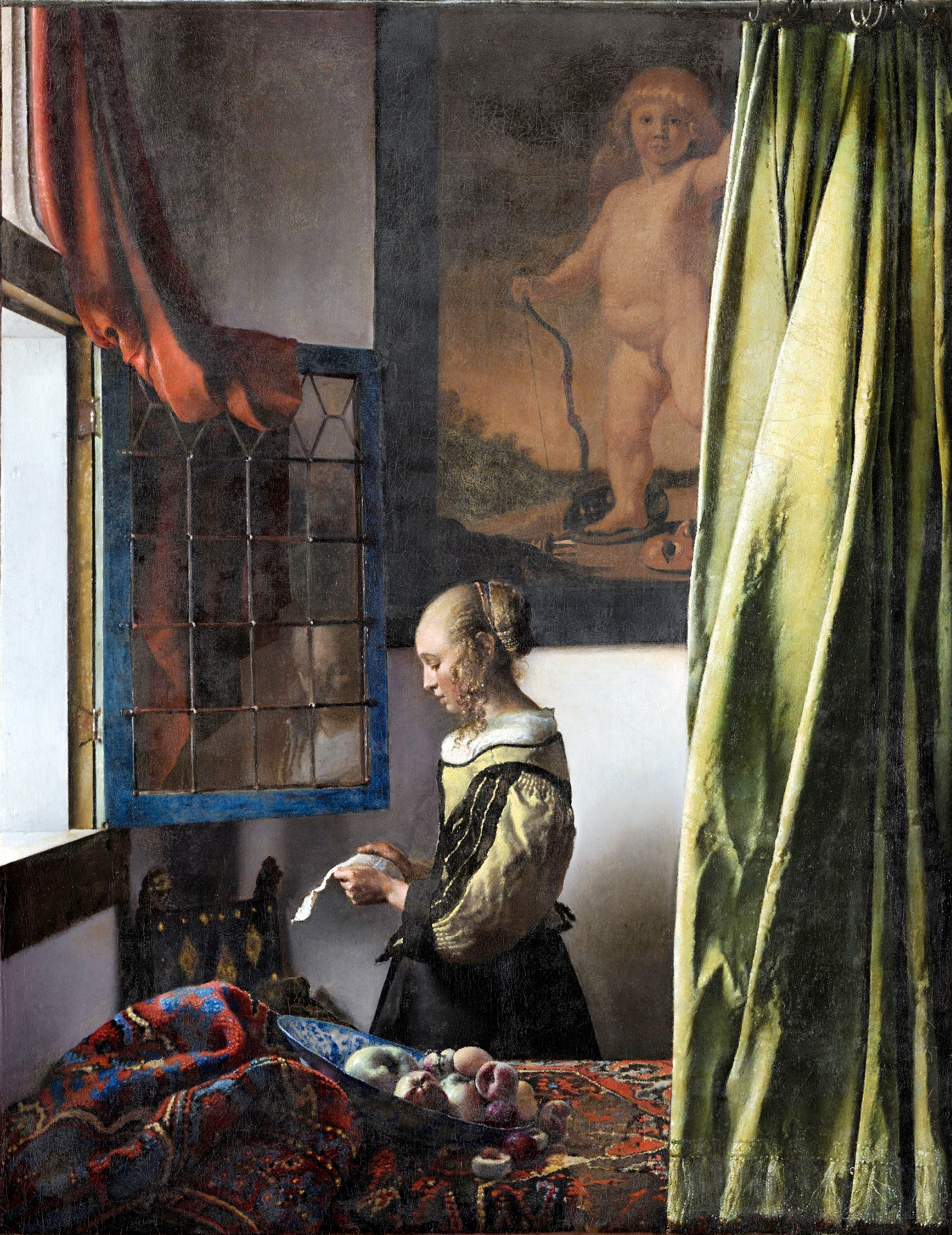
フェルメール『窓辺で手紙を読む女』 (1657-1659年ごろ)、アルテ・マイスター絵画館、ドレスデン

光沢のある白いサテンのドレスと黒い毛皮の襟を身に着けている女性は、身支度に夢中になっている。その意味ありげな後ろ姿は表情が見えないにもかかわらず、鑑賞者の視線を引きつけてやまない。薄暗い私室の中で家庭的な仕事に静かに専念している女性の様子をうかがい知ることができない情景というものは、テル・ボルフの典型的な描き方である。
光がサテンの襞できらめき、まるで彫刻のような効果を生み出している。画家は布地の質感を描く能力で称賛され、サテンの描写においてずば抜けていた。テーブルの上には鏡が立てかけてあるように見えるが、これはヴァニタスや人生の儚さを暗示しているのかもしれない。
絵画の構図は、1654-1655年ごろにテル・ボルフが2点のヴァージョンで描いた『意味ありげな会話』 (アムステルダム国立美術館、ベルリン絵画館) と密接に関係している。本作は、その後の画家の一連の作品の原型となった。なお、この画面に見られるような、自分の世界に没入し、鑑賞者の視線をまったく意識していない若い女性のいる家庭内の情景は、フェルメールの『窓辺で手紙を読む女』 (アルテ・マイスター絵画館、ドレスデン) などを先取りしたものとなっている。